# Divízió II 2021
La Divízió II 2021 (detta anche "Redda-Futár Divízió II 2021" per ragioni di sponsorizzazione) è la 10ª edizione del campionato di football americano di terzo livello, organizzato dalla MAFSZ.
I Kaposvár-Taszár Hornets e i Rebels Oldboys si sono ritirati prima dell'inizio del torneo, perdendo quindi tutti gli incontri 20-0 a tavolino.

## Squadre partecipanti
| Club                    | Città          | Stadio | Sponsor ufficiale | Risultato nella stagione 2020 |
| ----------------------- | -------------- | ------ | ----------------- | ----------------------------- |
| Budapest Wolves 2       | Budapest       |        |                   |                               |
| CFS Guardians           | Makó           |        |                   |                               |
| Diósd Saints            | Diósd          |        |                   |                               |
| Dunaújváros Gorillaz    | Dunaújváros    |        |                   |                               |
| Fehérvár Enthroners 2   | Székesfehérvár |        |                   |                               |
| Jászberény Wolverines   | Jászberény     |        |                   |                               |
| Kaposvár-Taszár Hornets | Kaposvár       |        |                   |                               |
| Levelek Spartans        | Levelek        |        |                   |                               |
| Pécs Legioners          | Pécs           |        |                   |                               |
| Rebels Oldboys          | Budapest       |        |                   |                               |
| Tatabánya Mustangs      | Tatabánya      |        |                   |                               |
| Újpest Bulldogs         | Budapest       |        |                   |                               |

## Stagione regolare

### Calendario

#### 1ª giornata
| 11 aprile 2021 | Újpest Bulldogs | 20 – 0 (a tavolino) | Rebels Oldboys |  |

#### 2ª giornata
| 1º maggio 2021 | Tatabánya Mustangs | 21 – 29 | Budapest Wolves 2 |  |

| 1º maggio 2021 | Pécs Legioners | 27 – 24 | Diósd Saints |  |

| 2 maggio 2021 | Jászberény Wolverines | 7 – 49 | Levelek Spartans |  |

| 2 maggio 2021 | Kaposvár-Taszár Hornets | 0 – 20 (a tavolino) | Fehérvár Enthroners 2 |  |

#### 3ª giornata
| 8 maggio 2021 | Rebels Oldboys | 0 – 20 (a tavolino) | Jászberény Wolverines |  |

| 8 maggio 2021 | Fehérvár Enthroners 2 | 9 – 12 | Pécs Legioners |  |

| 9 maggio 2021 | Újpest Bulldogs | 32 – 7 | Dunaújváros Gorillaz |  |

#### 4ª giornata
| 16 maggio 2021 | CFS Guardians | 62 – 0 | Jászberény Wolverines |  |

| 16 maggio 2021 | Diósd Saints | 6 – 28 | Budapest Wolves 2 |  |

#### 5ª giornata
| 22 maggio 2021 | Levelek Spartans | 20 – 0 (a tavolino) | Rebels Oldboys |  |

| 22 maggio 2021 | Levelek Spartans | 20 – 55 | Újpest Bulldogs |  |

| 23 maggio 2021 | Kaposvár-Taszár Hornets | 0 – 20 (a tavolino) | Tatabánya Mustangs |  |

#### 6ª giornata
| 29 maggio 2021 | Fehérvár Enthroners 2 | 9 – 39 | Tatabánya Mustangs |  |

| 29 maggio 2021 | Pécs Legioners | 16 – 23 | Budapest Wolves 2 |  |

| 30 maggio 2021 | Dunaújváros Gorillaz | 41 – 0 | Jászberény Wolverines |  |

| 30 maggio 2021 | Diósd Saints | 20 – 0 (a tavolino) | Kaposvár-Taszár Hornets |  |

#### 7ª giornata
| 6 giugno 2021 | Dunaújváros Gorillaz | 20 – 0 (a tavolino) | Rebels Oldboys |  |

| 6 giugno 2021 | CFS Guardians | 49 – 14 | Levelek Spartans |  |

#### 8ª giornata
| 12 giugno 2021 | Jászberény Wolverines | 21 – 37 | Újpest Bulldogs |  |

| 12 giugno 2021 | Tatabánya Mustangs | 35 – 0 | Diósd Saints |  |

| 13 giugno 2021 | Kaposvár-Taszár Hornets | 0 – 20 (a tavolino) | Pécs Legioners |  |

| 13 giugno 2021 | Budapest Wolves 2 | 47 – 23 | Fehérvár Enthroners 2 |  |

#### 9ª giornata
| 20 giugno 2021 | Dunaújváros Gorillaz | 7 – 45 | CFS Guardians |  |

#### 10ª giornata
| 26 giugno 2021 | Tatabánya Mustangs | 20 – 12 | Pécs Legioners |  |

| 27 giugno 2021 | Rebels Oldboys | 0 – 20 (a tavolino) | CFS Guardians |  |

| 27 giugno 2021 | Budapest Wolves 2 | 20 – 0 (a tavolino) | Kaposvár-Taszár Hornets |  |

| 27 giugno 2021 | Diósd Saints | 34 – 29 | Fehérvár Enthroners 2 |  |

#### 11ª giornata
| 3 luglio 2021 | Levelek Spartans | 38 – 21 | Dunaújváros Gorillaz |  |

| 4 luglio 2021 | Újpest Bulldogs | 27 – 37 | CFS Guardians |  |

### Classifiche
Le classifiche della regular season sono le seguenti:
- PCT = percentuale di vittorie, G = partite giocate, V = partite vinte,  P = partite perse, PF = punti fatti, PS = punti subiti

#### Girone Est
| Pos. | Squadra               | PCT   | G | V | N | P | PF  | PS  |
| ---- | --------------------- | ----- | - | - | - | - | --- | --- |
| 1    | CFS Guardians         | 1.000 | 5 | 5 | 0 | 0 | 213 | 48  |
| 2    | Újpest Bulldogs       | .800  | 5 | 4 | 0 | 1 | 169 | 64  |
| 3    | Levelek Spartans      | .600  | 5 | 3 | 0 | 2 | 134 | 132 |
| 4    | Dunaújváros Gorillaz  | .400  | 5 | 2 | 0 | 3 | 96  | 115 |
| 5    | Jászberény Wolverines | .200  | 5 | 1 | 0 | 4 | 27  | 147 |
| 6    | Rebels Oldboys        | .000  | 5 | 0 | 0 | 5 | 0   | 100 |

#### Girone Ovest
| Pos. | Squadra                 | PCT   | G | V | N | P | PF  | PS  |
| ---- | ----------------------- | ----- | - | - | - | - | --- | --- |
| 1    | Budapest Wolves 2       | 1.000 | 5 | 5 | 0 | 0 | 147 | 66  |
| 2    | Tatabánya Mustangs      | .800  | 5 | 4 | 0 | 1 | 135 | 50  |
| 3    | Pécs Legioners          | .600  | 5 | 3 | 0 | 2 | 87  | 76  |
| 4    | Diósd Saints            | .400  | 5 | 2 | 0 | 3 | 84  | 119 |
| 5    | Fehérvár Enthroners 2   | .200  | 5 | 1 | 0 | 4 | 90  | 132 |
| 6    | Kaposvár-Taszár Hornets | .000  | 5 | 0 | 0 | 5 | 0   | 100 |

## Playoff

### Tabellone
|  | Semifinali | Semifinali         | Semifinali |                    |    | X Duna Bowl       | X Duna Bowl | X Duna Bowl |  |
|  |            |                    |            |                    |    |                   |             |             |  |
|  | 1O         | Budapest Wolves 2  | 26         |                    |    |                   |             |             |  |
|  | 1O         | Budapest Wolves 2  | 26         |                    |    |                   |             |             |  |
|  | 2E         | Újpest Bulldogs    | 3          |                    |    |                   |             |             |  |
|  | 2E         | Újpest Bulldogs    | 3          |                    | 1O | Budapest Wolves 2 | 34          |             |  |
|  |            |                    |            |                    | 1O | Budapest Wolves 2 | 34          |             |  |
|  |            |                    | 2O         | Tatabánya Mustangs | 14 |                   |             |             |  |
|  | 1E         | CFS Guardians      | 2O         | Tatabánya Mustangs | 14 | 19                |             |             |  |
|  | 1E         | CFS Guardians      |            |                    |    |                   |             |             |  |
|  | 2O         | Tatabánya Mustangs | 20         |                    |    |                   |             |             |  |

### Semifinali
| 18 luglio 2021 | Budapest Wolves 2 | 26 – 3 | Újpest Bulldogs |  |

| 18 luglio 2021 | CFS Guardians | 19 – 20 | Tatabánya Mustangs |  |

### X Duna Bowl
| 31 luglio 2021 | Budapest Wolves 2 | 34 – 14 | Tatabánya Mustangs |  |

## Verdetti
- Budapest Wolves 2 Vincitori della Divízió II 2021